# Zingara (Hals)
Zingara (a volte erroneamente indicata come Malle Babbe) è un dipinto a olio su tela del pittore olandese Frans Hals, eseguito nel 1628 ed ora nel Museo del Louvre. È una tronie, uno studio di espressioni facciali e di costumi insoliti, piuttosto che un ritratto su commissione. Lo sfoggio della scollatura non era una caratteristica comune del costume visibile in pubblico al tempo e nel luogo di Hals.

## Dipinto
Questo dipinto fu catalogato da Hofstede de Groot nel 1910, che scrisse "119. LA ZINGARA [THE GIPSY GIRL] B. 41; M. 263 - Mezzo busto; grandezza naturale. Una zingara ridente, vista quasi in pieno volto, guarda in basso verso destra. I capelli castani le cadono sulle spalle. Indossa un corpetto rosso su una sottoveste bianca che espone il seno. Incarnato giallo. Un quadro superbo."
Hofstede de Groot notò che l'abito della modella in questo dipinto è simile ad altri due dipinti di Hals, e li incluse su entrambi i lati di questo (numeri di catalogo 118 e 120). Questo dipinto fu documentato per la prima volta in una vendita di Parigi nel 1782 e da allora ogni catalogo di Frans Hals lo include. Nel catalogo dell'esposizione per la mostra del 1962, la voce di questo dipinto al n. 23 afferma che in una luce radente si può vedere che delle pennellate diagonali furono dipinte su entrambi i lati del seno, indicando che Hals rese il suo décolleté meno audace. Poiché Hals di solito dipinge il suo genere di opere bagnato su bagnato in una volta sola, tale intervento durante il lavoro è forse la prova di una certa riserva da parte di Hals a fare un ritratto di una donna licenziosa, anche se ai suoi tempi era un soggetto comune.

## Canzone
L'opera non è stata esposta in nessuna recente esibizione internazionale, e fu prestata per l'esposizione di Frans Hals del 1962 al Museo Frans Hals, dove ispirò il cantautore di Haarlem Lennaert Nijgh a scrivere una canzone su di lei che chiamò Malle Babbe, intitolandola per errore a un altro dipinto nella stessa mostra. La canzone celebra la sessualità vivace e vibrante della ragazza. La provocante canzone divenne un successo olandese per Rob de Nijs nel 1975 ed è ancora immensamente popolare nelle versioni di diversi artisti. Oggi il dipinto viene a volte indicato anche come Malle Babbe per questo motivo. Nessun nome è stato scoperto negli archivi, ma vari storici dell'arte hanno supposto che la modella fosse una prostituta. Non c'è una vera ragione per supporre che la modella fosse una zingara.
Ragazze dipinte da Hals che indossano camicie simili:

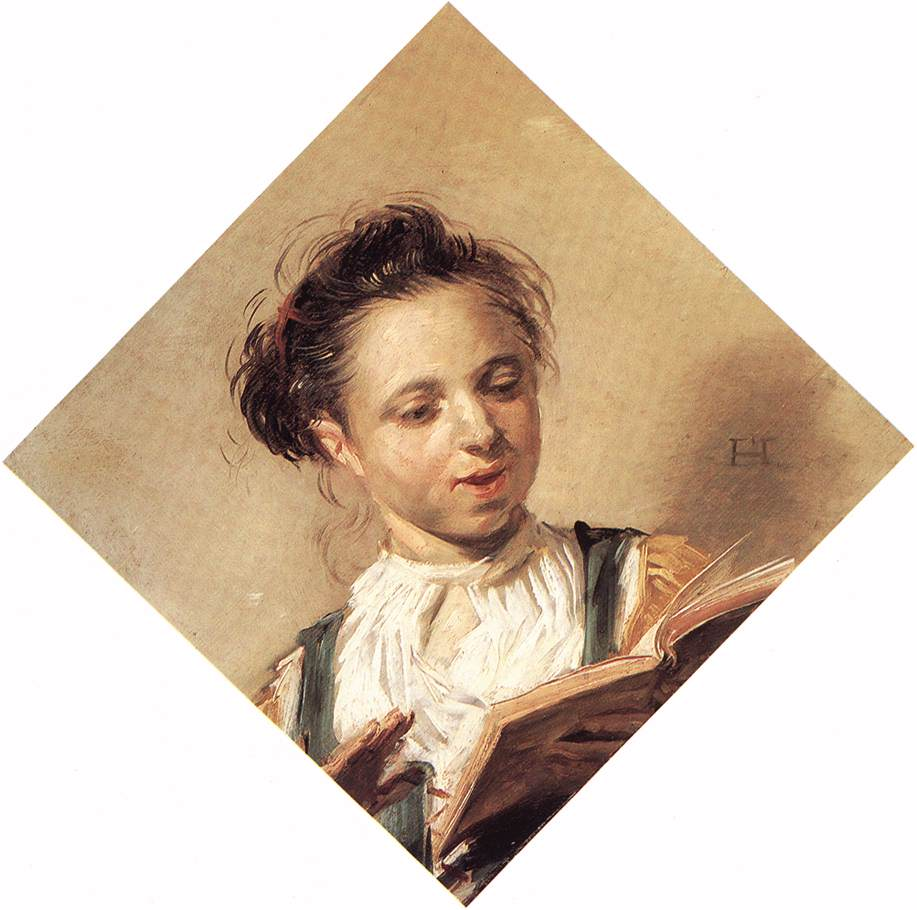
Cat. HdG n. 118: Ragazza che canta di Hals, con una camicia abbottonata sotto una tunica verde
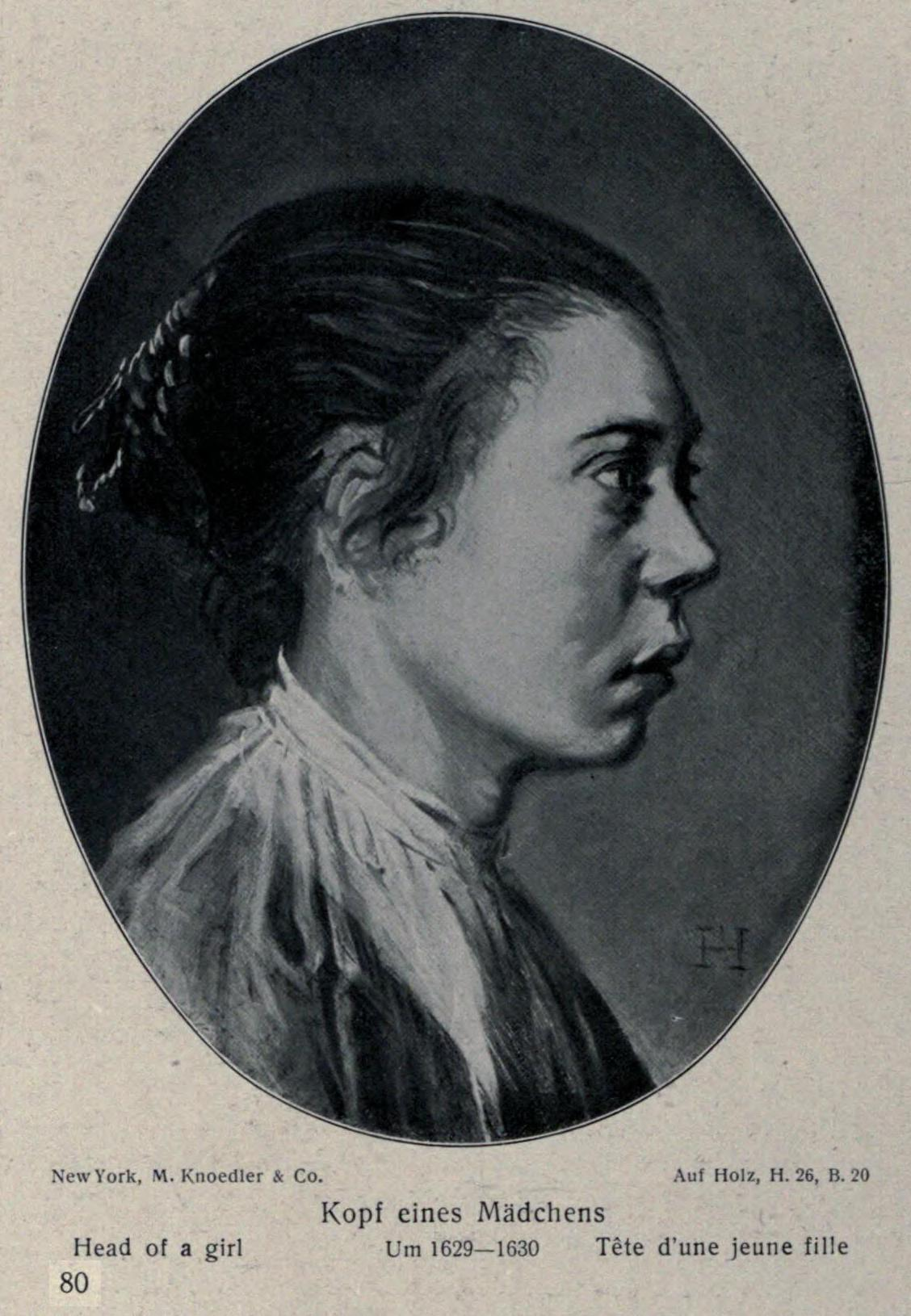
Cat. HdG cat. n. 120: Ritratto di ragazza che guarda a destra, con una delicata camicia trasparente indossata sopra una sottoveste più scura.